# Záboří (ort i Tjeckien, Södra Böhmen, lat 48,99, long 14,27)
Záboří är en ort i Tjeckien.   Den ligger i regionen Södra Böhmen, i den sydvästra delen av landet, 120 km söder om huvudstaden Prag. Záboří ligger 432 meter över havet och antalet invånare är 292.
Terrängen runt Záboří är platt åt nordost, men åt sydväst är den kuperad.Runt Záboří är det ganska glesbefolkat, med 42 invånare per kvadratkilometer. Närmaste större samhälle är České Budějovice, 15,2 km öster om Záboří. I omgivningarna runt Záboří växer i huvudsak blandskog.